# Frédéric Amorison
Frédéric Amorison (nascido a 16 de fevereiro de 1978) é um ex ciclista profissional belga. Atualmente é diretor desportivo do conjunto WB Veranclassic Aqua Protect.

## Palmarés
2002
- Sparkassen Giro Bochum
- 1 etapa do Tour de Valonia

2010
- Dwars door het Hageland

2011
- Flecha Flamenga

2012
- Flecha Flamenca
- Grande Prêmio Jean-Pierre Monseré